# Терновський район
Терновський район (рос. Терновский район) — адміністративна одиниця на північному сході Воронезької області Росії.
Адміністративний центр — село Терновка.

## Географія
Район знаходиться в північно-східній частині Воронезької області. Межує з Тамбовською областю, а також з Грибановським, Аннинським та Ертильським районами Воронезької області. Клімат помірно-континентальний. Площа - 1310 км². Основні річки - Савала (річка), Єлань, Шинкость.

## Економіка
В районі 22 діючих сільськогосподарських підприємства. Вони обробляють ріллю площею 93 538 га, пасовищ - 15 400 га, сіножатей - 8 900 га, 2871 га полезахисних і прибалкових лісових смуг. Також діють 95 СФГ, які мають ріллі - 14 990 га, лугів - 79 га. На землях господарств вирощуються зернові культури: пшениця, ячмінь, соняшник, цукровий буряк, кукурудза. Деякі сільські господарства займаються розведенням великої рогатої худоби.